# Odernheim am Glan
Odernheim am Glan è un comune di 1 721 abitanti della Renania-Palatinato, in Germania.
Appartiene al circondario (Landkreis) di Bad Kreuznach (targa KH) ed è parte della comunità amministrativa (Verbandsgemeinde) di Nahe-Glan.
Nel territorio di Bad Sobernheim vi sono i resti del complesso abbaziale di Disibodenberg.
Nel suo territorio il fiume fiume Glan confluisce nella Nahe.